# Jättehet på tjejpaket
Jättehet på tjejpaket utkom 1994 och är det fjärde seriealbumet i den tecknade serien om Bert Ljung, en litterär figur skapad av de svenska författarna Sören Olsson och Anders Jacobsson. Seriealbumet är emellertid producerat av illustratören Johan Unenge och manusförfattaren Måns Gahrton.
Albumet är löst baserat på böckerna Berts första betraktelser, Berts vidare betraktelser och Berts ytterligare betraktelser.

## Omslag
Bert befinner sig framför julgranen, medan fyra tjejer hoppar upp ur julklappspaket.

## Handling
Bert dansar jazzbalett med Paulina i tron att hon skall fastna för honom, fastän han skäms inför killarna i klassen, men även här medverkar Klimpen i berättelserna. Klimpen lyckas även få Bert att daska en bordtennisracket i baken på Sanna.
Flera av historierna kretsar kring julen och Berts önskelistor, även Lucia och nyår förekommer. Andra berättelser utspelar sig under sommaren, och även påsken och Sveriges nationaldag skildras.
Andra berättelser är skolskildrande. Bert och Åke påstår bland annat att de försökt äta upp matteboken i hopp om att räknetalen skulle flyta in i blodomloppet, och Bert lyckas räna ut att varje år skrivs nio miljoner matteprov i den svenska grundskolan, baserat på att hans klass har tio matteprov per år, och att hans skolfröken sagt att det föds drygt 100 000 barn per år i Sverige.
Åkes groda Sverre återkommer också i vissa berättelser, till exempel försöker Åke på nyårsafton skjuta ut Sverre från jorden, instängd i en burk kopplad till fyrverkeripjäser, mot månen i hopp om att Sverre skall bli första svensken där.
Till sist förklarar Bert för Åke och Lill-Erik att han inte längre intresserar sig för Paulina, och säger att han skaffat andra intressen. Lite längre bort promenerar Emilia, som visar sig vara Berts nya intresse. Intresset för Ida förekommer alltså inte som i böckerna, utan Berts favorittjej skiftar på en gång från Paulina till Emilia.

## Övrigt
De sista sidorna innehåller Anders och Sörens önskelistor som 18-19-åringar.

### Fotnoter
1. ↑  ”Jättehet på tjejpaket” (på engelska). Worldcat. 12 mars 1994. https://www.worldcat.org/title/jattehet-pa-tjejpaket/oclc/186309259&referer=brief_results. Läst 30 mars 2015.